# Tramway de Kemerovo
Le tramway de Kemerovo est le réseau de tramways de la ville de Kemerovo, en Russie. Le réseau est composé de cinq lignes. Il a été officiellement mis en service le 11 mai 1940.